# Ankerkreuz

Wappen von Niebüll

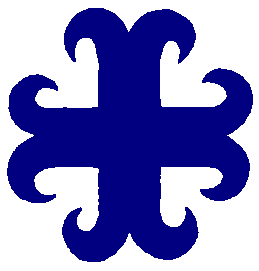
Ankerkreuz

Ankerkreuz im Wappen von Bad Pyrmont

Ankerkreuz

Das Ankerkreuz ist ein Kreuz, dessen vier gleich lange Arme (bzw. beide Balken) ankerförmig auslaufen. In der Grundform ist es daher ein griechisches Kreuz. Bei Ordenskreuzen wird diese Form selten verwendet, gegenwärtig (2004) vom Malteserorden  (Verdienstorden Pro Merito Melitensi) und San Marino (Ritterorden von San Marino).
In der Heraldik ist das Kreuz eine gemeine Figur und wird auch als Mauerankerkreuz bezeichnet.
Als Ankerkreuz wird auch ein Kreuz bezeichnet, dessen Längsbalken unten ankerförmig endet.
Der Anker ist auch ein heraldisches Symbol für den Glauben. Dementsprechend wird das Ankerkreuz (bereits seit 1920) auch von vielen Jungschar-Gruppen international als Logo verwendet.